# Жумыкин, Альберт Петрович
Альберт Петрович Жумыкин (7 июля 1933, Минск или Жодино, Смолевичский район — 15 сентября 2014, Симферополь) — советский и украинский хозяйственный, общественный и государственный деятель. Народный депутат Украины II созыва (1994—1998). Почётный гражданин Симферополя (2000).

## Биография
Родился 7 июля 1933 года в городе Жодино Минской области Белорусской ССР, в семье железнодорожника Петра Григорьевича Жумыкина. После репрессирования отца семья оказалась в Забайкалье, отец участвовал в строительстве железнодорожной ветки от станции Известковая на Транссибе к посёлку Чегдомын, где было обнаружено крупное месторождение угля, был награждён орденом «Знак Почёта».
Альберт Жумыкин выпускник Агинской средней школы (1950), закончил её с серебряной медалью. Закончил Московский институт инженеров железнодорожного транспорта в 1955 году. Трудовую деятельность начал на стройках Сибири. Работал бригадиром, мастером, прорабом электромонтажных поездов МПС СССР на участках дорог в Тайшете, Кургане, Горьком, Дзержинске, Челябинске, Уфе, главным инженером, начальником электромонтажного поезда на реконструкции Транссибирской железнодорожной магистрали. С 1964 года работал директором электротехнического завода МПС в Симферополе. При участии А. П. Жумыкина была электрифицирована железная дорога Харьков — Лозовая — Славянск, Донецк — Ясиноватая — Чаплино. Награждён первым орденом «Знак Почёта». Был назначен директором строящегося машиностроительного завода «Прогресс», руководил строительством и вводом в эксплуатацию завода пневмооборудования в Симферополе. В 1979 году возглавил Крымское производственное объединение «Втормет», с 1995 года председатель Совета акционеров ЗАО «Крымвтормет». За годы его деятельности были введены в строй предприятия по переработке лома в Севастополе, Симферополе, Керчи, Джанкое, Евпатории; реконструированы предприятия по переработке лома в Красноперекопске, Феодосии.
Член коллегии Министерства промышленности, транспорта и связи Автономной Республики Крым (2002).
Член КПСС. Депутат районного, городского и областного Советов народных депутатов нескольких созывов, депутат Верховной Рады Украины II созыва от Железнодорожного округа № 24 АРК, депутат Верховной Рады АРК первого созыва (1991—1994) от округа № 39, Симферополь.
Проживал в городе Симферополь. Скончался 14 сентября 2014 года.
В молодости увлекался бальными танцами, играл в теннис.

## Публикации
- Жумыкин А. П., Шамарин Ю. Е. Утилизация судов и кораблей. — Киев, 1997. — 106 с. Архивировано 23 февраля 2022 года.
- «Мои аргументы» (1998)
- "Двадцать лет с «Крымвторметом» (1999)
- многочисленные статьи в периодических изданиях Украины и Крыма[5].

## Почётные звания и награды
Почётные звания:
- Изобретатель СССР (1980);
- заслуженный работник промышленности Украины (1992);
- академик Академии судостроительства Украины (1994);
- почётный гражданин Симферополя (2000)[7];
- заслуженный работник промышленности Автономной Республики Крым (2000)[8].

Награды:
- ордена «Знак Почёта» (1961, 1976);
- орден Трудового Красного Знамени (1986);
- орден Ленина;
- медаль «За доблестный труд. В ознаменовании 100-летия со дня рождения В. И. Ленина» (1970);
- медаль «Ветеран труда» (1983);
- бронзовая и серебряная медали ВДНХ СССР;
- Почётная грамота Президиума Верховного Совета РСФСР (1964);
- орден «За заслуги» III степени (1999);
- орден «За заслуги» II степени (2003)[9];
- Благодарность Председателя Совета министров Автономной Республики Крым (2011)[10].

## Семья
Жена Эмилия Михайловна, дочери Ирина, Татьяна, сын Константин, внуки Михаил, Александра и Альберт.